# Aldea Santa María (Córdoba)
Aldea Santa María es una localidad situada en el departamento Unión, provincia de Córdoba, Argentina.
Se encuentra ubicada a 310 km de la Ciudad de Córdoba y a 16 km al sur de Canals a través de la ruta provincial 3.
La principal actividad económica de la localidad es la agricultura seguida por la ganadería, siendo el principal cultivo la soja.

## Población
Cuenta con 201 habitantes (Indec, 2010), lo que representa un incremento del 81% frente a los 111 habitantes (Indec, 2001) del censo anterior.
| Gráfica de evolución demográfica de Aldea Santa María entre 1991 y 2010 |
|                                                                         |
| Fuente: Censos nacionales del INDEC                                     |

- Datos: Q8193903